# John Nelson Boothman
John Boothman (Harrow, 19 febbraio 1901 – 29 dicembre 1957) è stato un aviatore e militare britannico che, entrato in servizio Royal Air Force nel 1921, fu assegnato come pilota collaudatore al RAF High Speed Flight l'11 maggio 1931, vincendo l'ultima edizione della Coppa Schneider tenutasi il 13 settembre dello stesso anno, volando a bordo dell'idrovolante Supermarine S.6B ed aggiudicando definitivamente il trofeo alla Gran Bretagna. Prese parte alla seconda guerra mondiale ricoprendo vari incarichi, e tra il 1953 e il 1956 fu comandante del Coastal Command.

## Biografia
Nacque a Harrow il 19 febbraio 1901, figlio di Thomas John e Mary Burgess. Educato presso la Harrow County School for Boys, si appassionò al mondo dell'aviazione nel 1910 dopo aver volato come passeggero sul velivolo pilotato da Samuel Cody.  All'inizio del 1918 tentò di arruolarsi nel Royal Flying Corps, ma fu respinto a causa della giovane età, ed allora entrò nella Croce rossa francese a Salonicco, in Grecia, prestandovi servizio dal gennaio al settembre dello stesso anno. Per questo fatto fu decorato con la Croix de guerre 1914-1918. Ritornato in Francia conseguì il brevetto di pilota, e tentò più volte di arruolarsi nella Royal Air Force fino a che non vi riuscì il 29 marzo 1921. Divenne Pilot Officier il 29 febbraio 1922, e prestò servizio presso il No.4 Squadron in Gran Bretagna e a Costantinopoli. In quello stesso anno sposò la signorina Gertrude Andrews.
Il 1 marzo 1924 entrò come allievo presso la Central Flying School, divenendo poi istruttore presso la stessa scuola l'anno successivo. Il 1 gennaio 1926 entrò in servizio permanente effettivo con il grado di Flying Officier, assegnato al No.56 Squadron. Il 1 luglio 1927 fu promosso Flying Leutnant, assumendo il 29 febbraio 1928 il comando del reparto di volo del No.30 Squadron, e il 3 febbraio 1929 di quello del No.32 Squadron. Il 10 febbraio 1930 fu trasferito al Marine Aircraft Experimental Establishment di Felixstowe in qualità di pilota collaudatore, e l'11 maggio 1931 fu assegnato al RAF High Speed Flight e vinse l'edizione della Coppa Schneider tenutasi il 13 settembre, volando a bordo dell'idrocorsa Supermarine S.6B, ed aggiudicando definitivamente tale trofeo alla Gran Bretagna.
Il 3 ottobre 1931 assunse il comando del reparto volo del No.22 Squadron. Il 13 agosto 1932 fu trasferito come pilota collaudatore all'Experimental Section del RAE, e successivamente come capo istruttore di volo alla Central Flying School. Dal 21 gennaio 1935 frequentò il RAF Staff College di Andover, venendo poi assegnato in successione come ufficiale di stato maggiore al Quartier generale Coastal Command (4 gennaio 1936) e quello del RAF Far East Command (26 marzo 1937). All'inizio della seconda guerra mondiale, nel settembre 1939, fu nominato comandante del No.44 Squadron. Il 27 dicembre si trasferì alla Direzione delle Operazioni aeree, passando il 24 luglio 1940 al quartier generale del Bomber Command. Nel 1941 assunse il comando della base aerea RAF Waddington, e nell'ottobre dello stesso anno si trasferì a Washington come consulente negli United States Army Air Forces. Rientrato in Patria assunse il comando della base aerea di Finningley, e poi l'8 giugno 1942 entrò a far parte dello staff della direzione dei requisiti operativi presso l'Air Ministry. Nel corso del 1943 assunse la direzione dell'Air Officer n. 106 (pubbliche relazioni). Nel luglio 1944 fu nominato Comandante dell'Aeroplane and Armament Experimental Establishment, ed al termine del conflitto, nel luglio 1945, divenne Assistente capo del personale aereo (Requisiti tecnici). 
Dopo la guerra fu mandato presso lo stato maggiore del comando aviazione dell'Iraq e poi nel 1950 divenne supervisore delle forniture (Aeronautica) presso il Ministero degli approvvigionamenti. Il suo ultimo incarico fu quello di comandante del Coastal Command, posizione che mantenne dal 1953 fino all'aprile 1956, appena prima della data del suo pensionamento. Promosso Air chief marshal il 1º ottobre 1954, si spense il 29 dicembre 1957 a causa di una malattia contratta in Iraq.

### Fonti
1. 1 2 3 4 5 6 7 8 9 10 11  Royal Air Force.
2. 1 2 3  Sir John Boothman at Oxford Dictionary of National Biography
3. 1 2 3 4 5  Mancini 1936, p. 107.
4. ↑  Jarrett 2008, p. 160.